# Ејчбек
Ејчбек (енгл. H-back), скраћено WB, позиција је у америчком фудбалу. Део је нападачке формације сa мањим бројем бекова. Ејчбек је ранинбек који је позициониран иза квотербека. Задужен је углавном за блокирање и сличан је слотбековима.